# Adolfo Orive de Alba (Sonora)
Adolfo Orive de Alba es un ejido del municipio de Caborca ubicado en el noroeste del estado mexicano de Sonora, en la zona del desierto de Sonora. El ejido es la octava localidad más habitada del municipio, ya que según los datos del Censo de Población y Vivienda realizado en 2020 por el Instituto Nacional de Estadística y Geografía (INEGI), Adolfo Oribe de Alva tiene un total de 646 habitantes. Fue nombrado así en honor al ingeniero mexicano Adolfo Orive de Alba. El ejido se fundó por resolución presidencial de 17 de abril de 1969.

## Geografía
Adolfo Orive de Alba se sitúa en las coordenadas geográficas 30°56'09" de latitud norte y 113°00'25" de longitud oeste del meridiano de Greenwich, a una elevación de 17 metros sobre el nivel del mar.